# Genic
_genic – dwunasty album japońskiej piosenkarki Namie Amuro, wydany 10 czerwca 2015 roku, w wersji CD, CD+DVD i CD+Blu-Ray.

## Lista utworów
CD
| 1.  | Photogenic                                           | 3:27  |
|     |                                                      |       |
| 2.  | Time Has Come                                        | 3:45  |
|     |                                                      |       |
| 3.  | Golden Touch                                         | 3:31  |
|     |                                                      |       |
| 4.  | Birthday                                             | 3:08  |
|     |                                                      |       |
| 5.  | It                                                   | 2:44  |
|     |                                                      |       |
| 6.  | Scream                                               | 3:44  |
|     |                                                      |       |
| 7.  | Fashionista                                          | 3:32  |
|     |                                                      |       |
| 8.  | Fly                                                  | 3:22  |
|     |                                                      |       |
| 9.  | B Who I Want 2 B feat. HATSUNE MIKU                  | 2:52  |
|     |                                                      |       |
| 10. | Stranger                                             | 3:37  |
|     |                                                      |       |
| 11. | Every Woman                                          | 3:02  |
|     |                                                      |       |
| 12. | Space Invader                                        | 3:15  |
|     |                                                      |       |
| 13. | Anything                                             | 4:52  |
|     | Special Track                                        |       |
| 14. | What I Did For Love / David Guetta feat. Namie Amuro | 3:27  |
|     |                                                      |       |
|     |                                                      | 48:18 |
|     |                                                      |       |
DVD/Blu-ray
| 1. | Golden Touch (Teledysk)  |  |
|    |                          |  |
| 2. | Birthday (Teledysk)      |  |
|    |                          |  |
| 3. | Fashionista (Teledysk)   |  |
|    |                          |  |
| 4. | Stranger (Teledysk)      |  |
|    |                          |  |
| 5. | Anything (Teledysk)      |  |
|    | Bonus                    |  |
| 6. | Birthday (Behind Movie)  |  |
|    |                          |  |
| 7. | Fashionista (Dance ver.) |  |
|    |                          |  |

## Oricon
| Diagram                                                    | Pozycja |
| ---------------------------------------------------------- | ------- |
| Dzienny diagram Oricon (w pierwszym dniu sprzedaży)        | #1      |
| Tygodniowy diagram Oricon (w pierwszym tygodniu sprzedaży) | #1      |
| Miesięczny diagram Oricon (w pierwszym miesiącu sprzedaży) | #2      |
| Roczny diagram Oricon                                      | #16     |

### Pozycje wykresu Oricon
Album "_genic" osiągnął 1. miejsce na cotygodniowym wykresie Oriconu. Płyta sprzedała się w liczbie 246 269 egzemplarzy w 2015 r. Album zajął szesnaste miejsce w rankingu album roku.

## Ciekawostki
Album "_genic" ma certyfikat Platinum przyznawany przez RIAJ za 250 917 sprzedanych egzemplarzy.
Album nie zawierał ani jednego singla.